# Tiddische
Tiddische er en kommune i Landkreis Gifhorn i den tyske delstat Niedersachsen. Den ligger i den sydvestlige del af amtet (Samtgemeinde) Brome.

## Geografi
Tiddische ligger mellem naturparkerne Südheide og Drömling ved floden Kleinen Aller i det historiske landskab Vorsfelder Werder, på en på en istids gestryg. Området består af skove på gesten mod øst, agerland og græsgange i dalen til Kleinen Aller.
Landsbyen Hoitlingen ligger to km syd for Tiddische. En kilometer vest for Tiddische ligger Barwedel, som ligger i Samtgemeinde Boldecker Land og fire km mod nord ligger kommunen Bergfeld.

### Inddeling
Landsbyer i kommunen er :
- Hoitlingen (531 indb.)
- Tiddische (711 indb.)[1]